# ATP Challenger Santa Fe
Das ATP Challenger Santa Fe (offizieller Name: AAT Challenger Santander Edición Santa Fe) ist ein seit 2023 stattfindendes Tennisturnier in Santa Fe, Argentinien. Es ist Teil der ATP Challenger Tour und wird im Freien auf Sand ausgetragen.

## Liste der Sieger

### Einzel
| Jahr     | Sieger                   | Finalgegner           | Ergebnis      |
| -------- | ------------------------ | --------------------- | ------------- |
| 2025     | João Lucas Reis da Silva | Lautaro Midón         | 6:4, 6:3      |
| 2024     | Andrea Collarini         | Facundo Mena          | 6:2, 6:3      |
| 2023 (2) | Mariano Navone (2)       | Andrea Pellegrino     | 3:6, 6:2, 6:3 |
| 2023 (1) | Mariano Navone (1)       | Adolfo Daniel Vallejo | 6:2, 6:4      |

### Doppel
| Jahr     | Sieger                                    | Finalgegner                                   | Ergebnis          |
| -------- | ----------------------------------------- | --------------------------------------------- | ----------------- |
| 2025     | Mariano Kestelboim Gonzalo Villanueva     | Santiago de la Fuente Genaro Alberto Olivieri | 6:1, 2:6, [11:9]  |
| 2024     | Hady Habib Trey Hilderbrand               | Ignacio Carou Facundo Mena                    | 6:75, 6:2, [10:4] |
| 2023 (2) | Luca Margaroli Santiago Rodríguez Taverna | Franco Agamenone Mariano Kestelboim           | 7:62, 6:4         |
| 2023 (1) | Vasil Kirkov Matías Soto                  | Ignacio Carou Ignacio Monzón                  | 7:63, 6:2         |